# NOM-012-STPS-2012

La NOM-012-STPS es una norma oficial mexicana sobre las condiciones de seguridad y salud en los centros de trabajo donde se manejan fuentes de radiación ionizante. Como todas las normas de la Secretaría del Trabajo tiene carácter obligatorio dentro de todo el territorio nacional mexicano. Su última versión fue publicada en el año 2012.

## Objetivo
Esta norma establece las condiciones mínimas de seguridad y salud que se deben seguir en todos los centros de trabajo donde se generen radiaciones ionizantes con el fin de prevenir riesgos a los trabajadores expuestos a este tipo de radiaciones, así como al centro de trabajo en general y al entorno.